# Clara Rojas
Clara Leticia Rojas González (født 20. december 1963 i Bogotá i Colombia) er en colombiansk politiker og advokat, som var kampagneleder for Íngrid Betancourt under præsidentvalget i 2002. Sammen med Betancourt blev hun bortført af den venstreekstreme terrororganisation FARC den 23. februar 2002. Hun blev sluppet fri 10. januar 2008. Hun fortalte da at hun ikke havde set Betancourt i tre år.

## Karriere som grøn politiker
Clara Rojas er datter af Clara González de Rojas. Hun fik sin advokatbevilling i 1992, og blev samme år kendt med Íngrid Betancourt. Sammen grundlagde de i 1997 miljøpartiet Oxígeno Verde (spansk: Grønt oxygen), som hun blev næstleder for. Hendes hovedsager var kamp mod krig, uret og korruption i Colombia.
I 2002 blev Clara Rojas kampagneleder for Íngrid Betancourt og samtidig vicepræsidentkandidat for Oxígeno Verde.

## Bortførelse
23. februar 2002 blev hun og Íngrid Betancourt bortført af medlemmer af den venstreekstreme terrororganisation FARC mens de drev valgkamp. FARC offentliggjorde 15. maj 2002 en video af begge. I en video offentliggjort 13. maj 2003 rettede hun en appel til sin familie.
Clara Rojas fødte 16. april 2004 en søn i fangeskab. Faren var en af fangevogterne. Hun afviste et tilbud om at blive sat fri, fordi hun ikke ville forlade Íngrid Betancourt. FARC truede senere en mand i provinsen Guaviare til at tage sig af barnet. Han overgav i sin tur barnet til et sygehus, og i 2005 tog børneværnet over omsorgen. Efter at manden, efter forlangende fra FARC, prøvede at få barnet tilbage, blev dets identitet afdækket.
10. februar 2008 blev Rojas sluppet fri, efter 2.147 dage i fangeskab.